# Helsinki–Tallinn-alagút
A Helsinki–Tallinn-alagút (más néven FinEst vagy Talsinki alagút) egy jövőbeli, 50 km hosszú, tenger alatti vasúti alagút, mely a Finn-öböl partján fekvő két névadó fővárost, a finn Helsinkit kötné össze az észt Tallinn várossal. Az alagút a Rail Baltica projekt egyik eleme lenne. Építési költségét 9–13 milliárd euró közötti összegre becsülik. Elkészülte 2030 előtt nem várható.
Az alagút hossza az útvonaltól függne: a legrövidebb átkelési útvonal 80 kilométer hosszú lenne a tenger alatt, ami 40%-kal hosszabb lenne, mint a világ jelenlegi leghosszabb vasúti alagútja, az 57 kilométeres Gotthárd-bázisalagút. Becslések szerint az alagút, ha megépül, 9-13 milliárd euróba kerülne. A 2030-as években nyílhat meg. Az Európai Unió 3,1 millió eurós támogatást hagyott jóvá megvalósíthatósági tanulmányokra. 2015-ben egy előzetes megvalósíthatósági tanulmány 250 km/órás végsebességet javasolt.
2024. február 8-án Lulu Ranne finn közlekedési és hírközlési miniszter a Postimees című észt napilapnak nyilatkozva azt mondta, hogy az alagút „irreális” és nincs a kormány napirendjén, a projekt pedig továbbra is függőben marad, hacsak az Európai Unió nem biztosít további finanszírozást.

## Története
Tallinn és Helsinki a Finn-öböl partján fekszik, a két város közötti távolság kb. 80 km. A közúti forgalom tengeri kompok segítségével zajlik. A hagyományos kompok kb. két és fél óra, a gyorsjárású kompok mintegy másfél óra alatt teszik meg a tengeren ezt a távolságot. A kompok éves utasforgalma eléri a nyolcmillió főt. A tengeri útvonalat kihagyva pedig csak Oroszországon keresztül, 800 km-es úton lehet kizárólag szárazföldön utazni a két város között. A tenger alatti alagúttal a Tallinn és Helsinki közötti vasúti összeköttetést félórásra csökkentenék.
Az alagút ötlete az 1990-es évek végén, a 2000-es évek elején merült fel. Ekkoriban Edgar Savisaar tallinni és Jussi Pajunen helsinki polgármesterek voltak a legaktívabb támogatói, akik 2008. március 28-án egy szándéknyilatkozatot is aláírtak. Akkor mindkét főváros százezer eurót ajánlott fel a megvalósíthatósági tanulmány elkészítésére, melynek összköltségét 500–800 ezer euró körüli összegre tervezték.
Az alagút megnyitásának időpontjául a 2024. évet adták meg, hozzátéve, hogy meg vannak róla győződve, ha a projekt megvalósul, akkor gazdaságosan fog üzemelni. A tervezett megvalósíthatósági tanulmány más megoldásokat is számba vesz, mint pl. egy új vasúti kompüzemet is Finnország és Észtország között. A megvalósíthatósági tanulmány tervezett költsége 500 000 – 800 000 euró.
Az alagút részét képezi a Rail Baltica projektnek, amely célja a Helsinki–Riga–Poznań–Berlin-korridor és a balti államok közötti vasúti összeköttetés fejlesztése.
A projekt összköltségét 10 milliárd euróra becsülik, amiből 3,4 milliárdot Finnország állna. A finanszírozáshoz uniós forrásokat is remélnek. A beruházás a tervek szerint 10 év alatt térülne meg. Észtországban ugyanakkor a kormány több tagja túl költségesnek tartja a projektet.
2021. április 26-án Észtország és Finnország kormánya egyetértési megállapodást írt alá a közlekedési ágazatban való kölcsönös együttműködésről. Az egyetértési nyilatkozat tartalmazta azt a kötelezettségvállalást, hogy a két ország együttműködik a nagyszabású közlekedési projektekben, például a Helsinki-Tallinn vasúti alagútban, de nem kötelezte egyik felet sem konkrét projektre. Az egyetértési megállapodás 2030-ig marad hatályban.